# Prunus americana
Prunus americana är en rosväxtart som beskrevs av Humphry Marshall. Prunus americana ingår i släktet prunusar, och familjen rosväxter. Inga underarter finns listade i Catalogue of Life.

## Bildgalleri

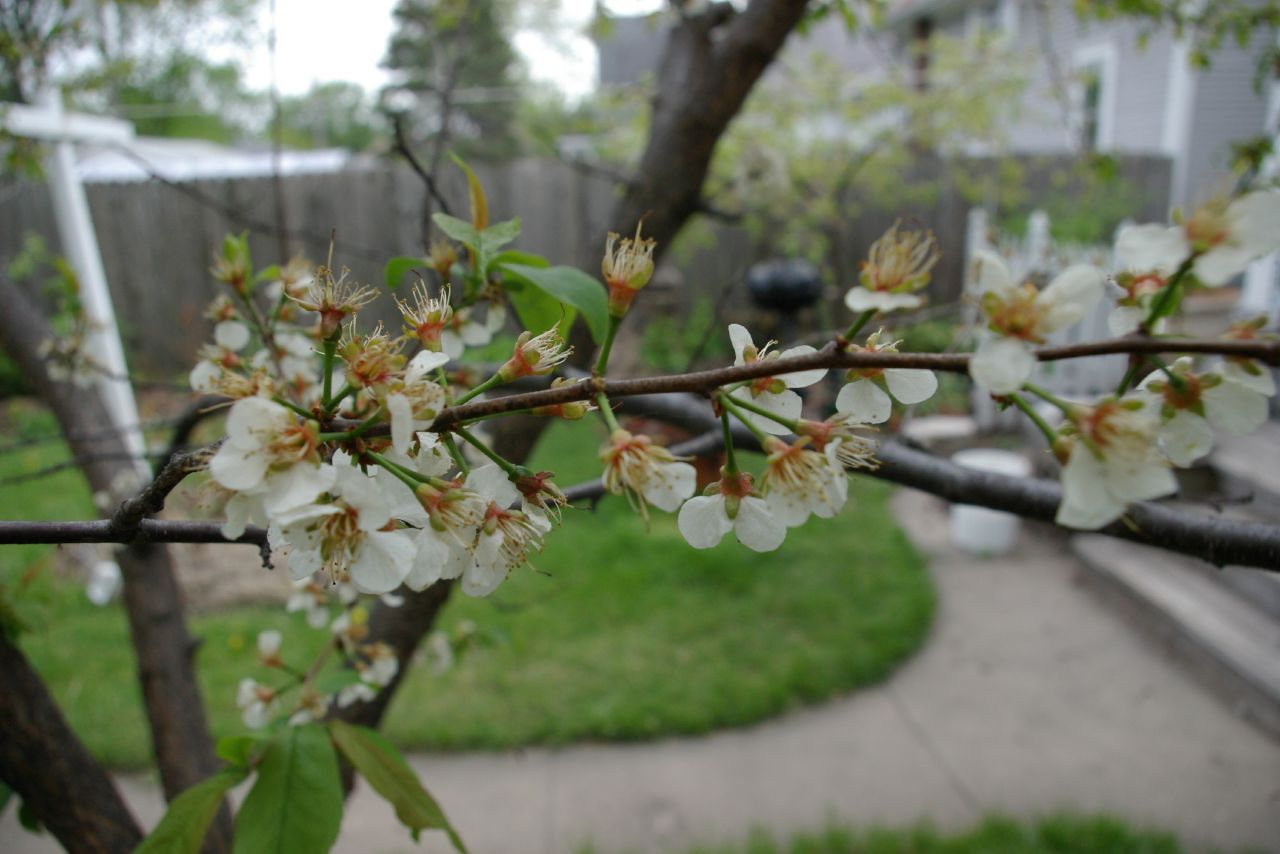
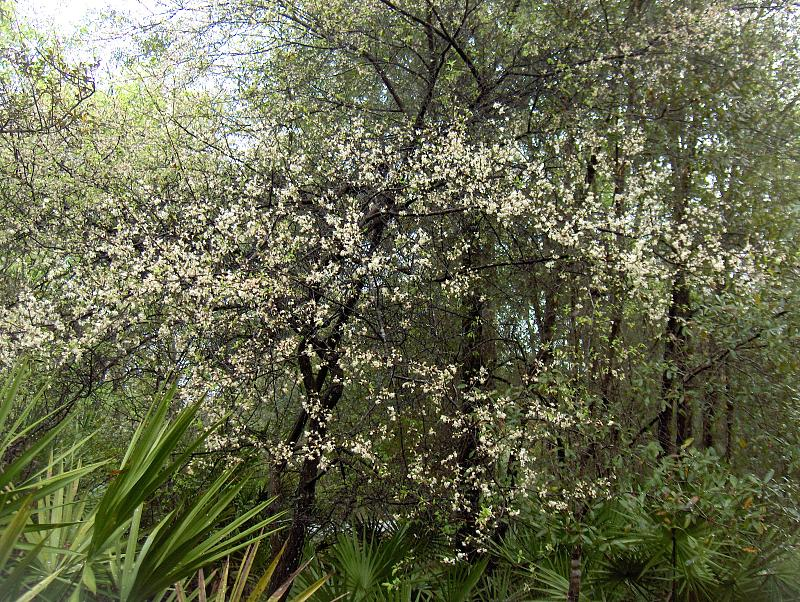
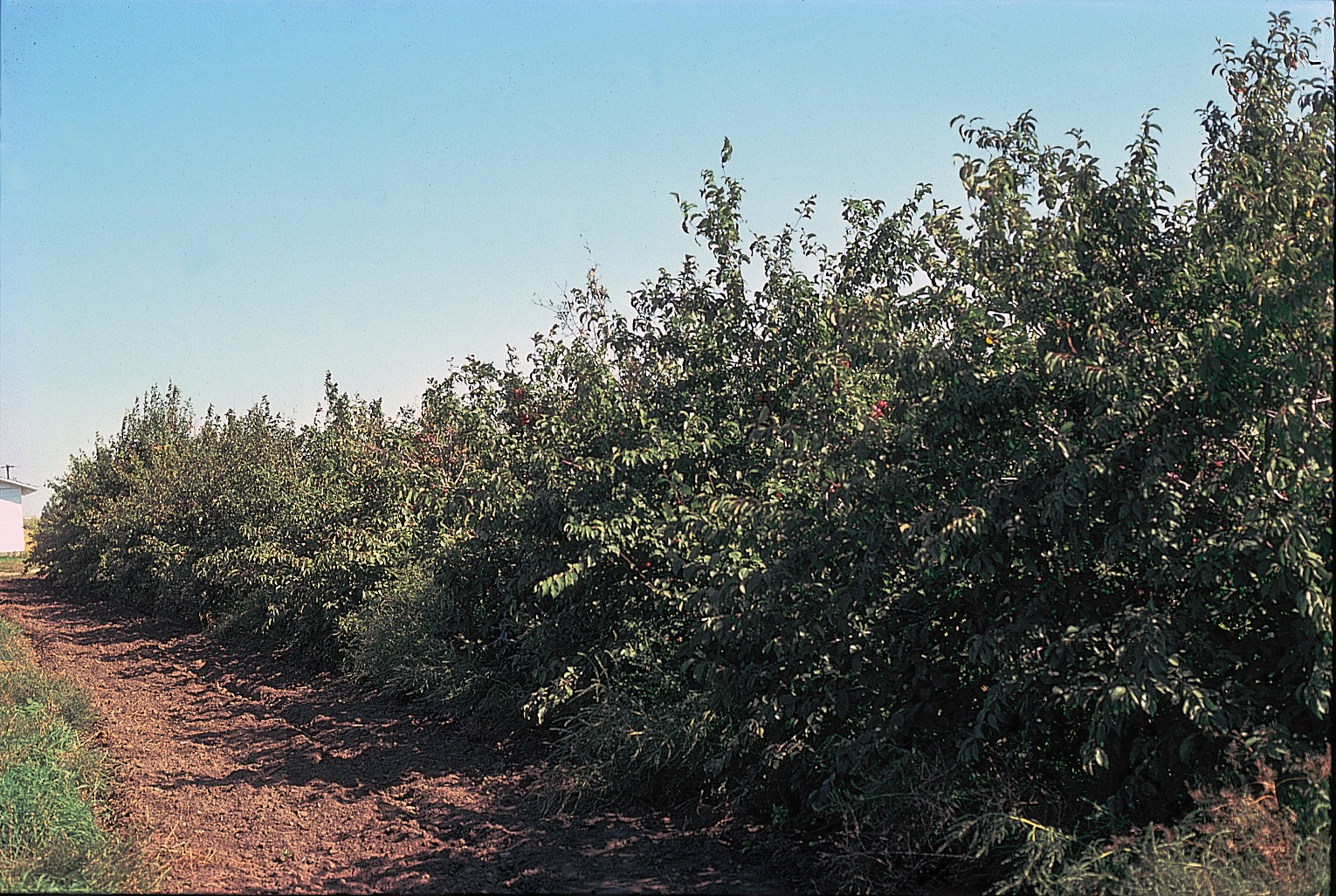
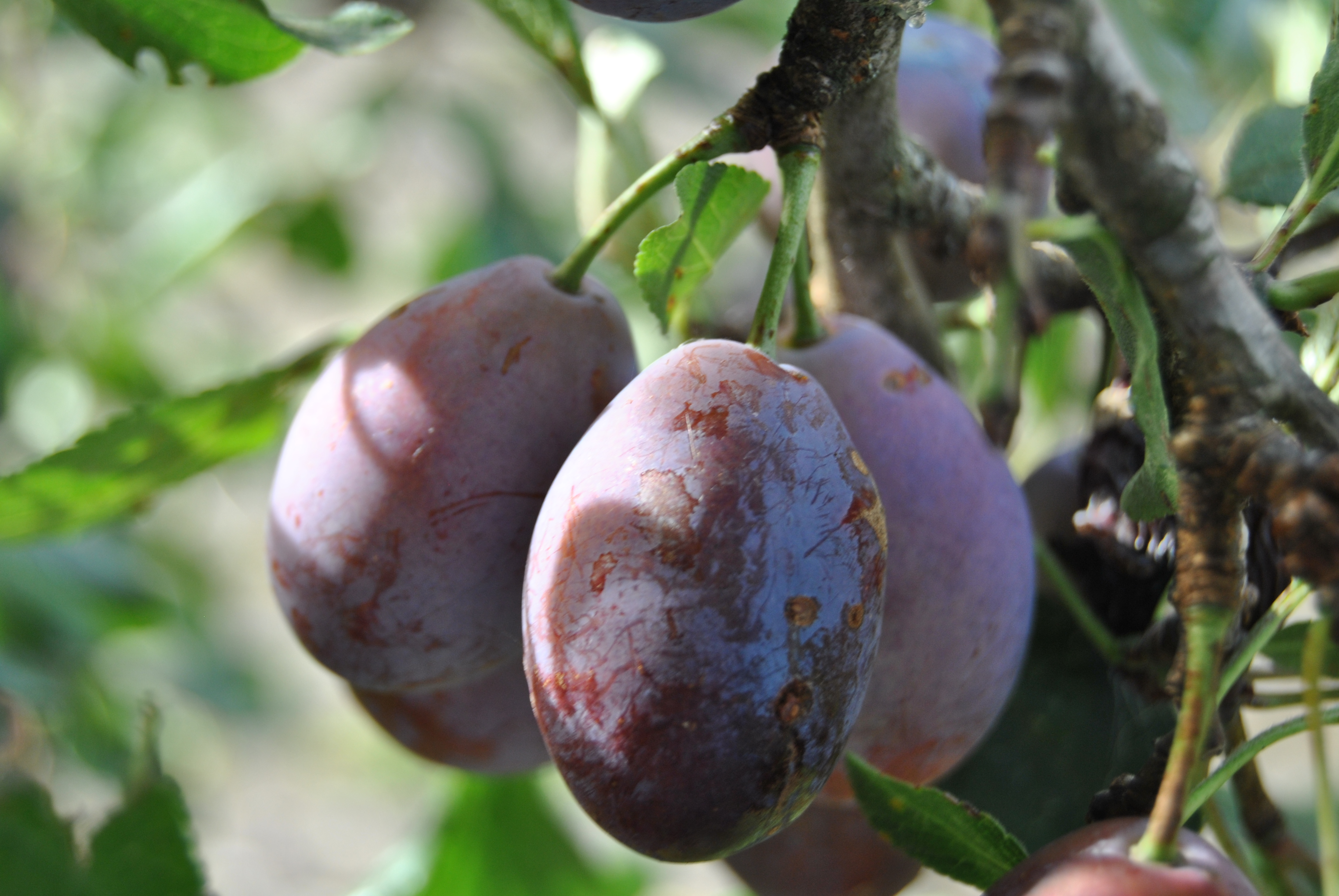